# Neuer Weg 28 (Quedlinburg)

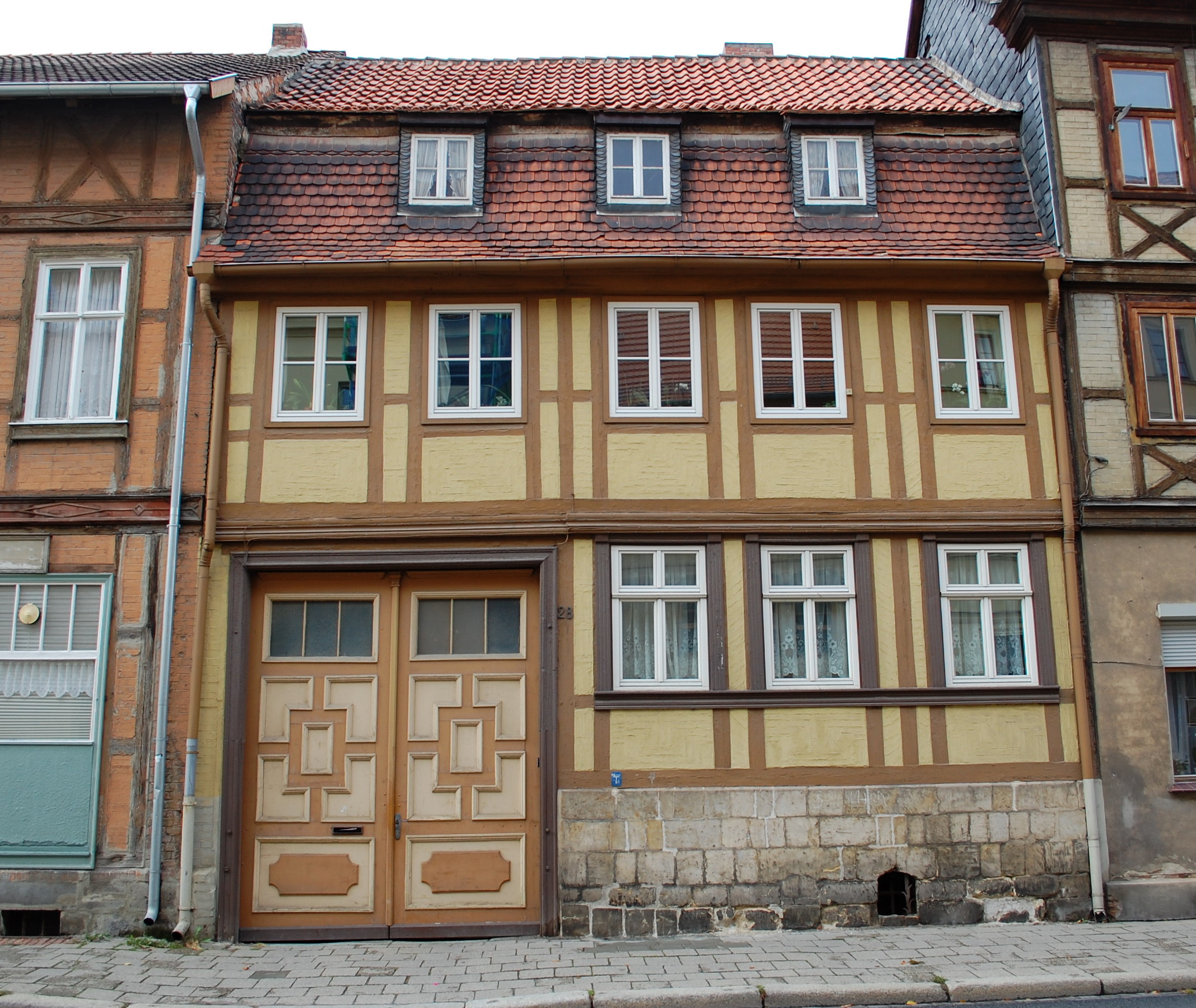
Haus Neuer Weg 28

Das Haus Neuer Weg 28 ist ein denkmalgeschütztes Gebäude in Quedlinburg in Sachsen-Anhalt.

## Lage
Es ist im Quedlinburger Denkmalverzeichnis als Ackerbürgerhaus eingetragen und befindet sich südlich der historischen Quedlinburger Altstadt.

## Architektur und Geschichte
Das zweigeschossige Fachwerkhaus entstand in der Barockzeit um 1780. Bedeckt ist es mit einem Mansarddach. Die Fachwerkfassade verfügt über eine nur flach profilierte Bohle und mit Zierausmauerungen verfüllte Gefache. Bemerkenswert ist das in der südlichen Haushälfte die Tordurchfahrt verschließende um 1860 gefertigte kassettierte Tor.
Auf der Nordseite des Hofs stehen zwei Hofflügel. Der nordöstliche stammt aus dem 18. Jahrhundert und ist ebenfalls mit einem Mansarddach gedeckt. Der nordwestliche Gebäudeteil wurde Anfang des 19. Jahrhunderts errichtet.